# فرانكوغاسباري
فرانكوغاسباري (بالإيطالية: Franco Gasparri)‏‏ (31 أكتوبر 1948 - 28 مارس 1999) مُمَثِّل إيطالي
واسمه الكامل جيان فرانكوغاسپاري Gianfranco Gasparri

وأبدع إبداعاً مطلقاً في دور معبود الحسناوات في المجلات المصورة على الصعيد العالمي والعربي ففَتَنَ النِّساء وسحرهُنَّ بوسامته الأُسطوريَّة وجاذبيَّته الاستعلائية الفردوسية التي عجزنَ عن مقاومتها.
واشترك معه في المجلات المصورة هذه كبار الممثلين والممثلات منهم النجم العالمي كيرك موريس (أوآدريانو بيليني) بطل أفلام ماشيستي وفاتنات اللّانسيو، وهو إستيديو المجلات المصورة الإيطالية الشهير، كصارخة الجمال العاشقة الغيورة كلاوديا ريفيلّي ،شقيقة الممثلة العالمية الفاتنة أورنيلّا موتي، وميشيلا روك رصينة الجمال، وآدْرِيانا رامِ ذات الجَمال الوقور، وصاحبة الجمال الخارق الثاقب مارينا كوفا التي رحلت باكراً والحالمة الرومانسية مارينا سانتي بريئة الجمال، وپاولا پيتي وجمالها الفريد الأريب الذي لايُستنسخ وكاتيوشا أنيقة الطلعة وخالبة الألباب ماريا آنطونيتا ذات الجمال المُستفزّ والمهدئّْ سواء وإلى ماهنالك من أجمل الفتيات.
فرانكو غاسپاري عشق الدّراجات النَّاريَّة فامتطاها امتطاء الجواد الأصيل متسَرِّعاً بها دوماً مغامراً بل مُتَهَوِّراً في أزقَّة روما وشوارعها المكتظة فوقع المكتوب ذات يوم أدهم حالك مَشْؤُوم وقُدِّر لشاغلِ النِّساء وساحرهُّنَّ هذا أن تجمح دّرَّاجَته الأولمپية فتكْبوَ ويَعْثَر أوسَم وأحلى فارِس إرْتاد أرض النَّاس هذه وكأنّ آلهة الأولمپ إعترَتهن الغيرة فصعقنَ مَن هوَينَ...
فرانكوغاسپاري أو فارس الأمَلِ وبطل الحُب الكبير، فرانكو غاسپاري ساحر النِّساء في جميع الدهور، آثَرَ الانسحاب، على مضض، بعد كبوته القدرية المُشِّلَّة المكبِّلة، فتوارى البطلُ الجبّار، مكلوماً، إلى الأبد، مُبَدّداً أجملَ أحلامٍ رومانسيّة داعَبَت قُلوب العاشقات... وفي نهاية آذار الربيعي سنة 1999، وقُبَيلَ ابتداء الألفيّة الثالثة هذه، قفَلَ الفارسُ صاعداً من روما إلى جنّات الأولمپ كي يرفُل عزّاً.

## وصلات خارجية
- فرانكوغاسباري على موقع IMDb (الإنجليزية)
- فرانكوغاسباري على موقع قاعدة بيانات الأفلام السويدية (السويدية)
- فرانكوغاسباري على موقع قاعدة بيانات الفيلم (الإنجليزية)